# إيفيرارد ديغل
إيفيرارد ديغل هو شخصية أعمال وسياسي كندي، ولد في 2 ديسمبر 1925 في سان ليونارد ‏ في كندا. نشط حزبياً في الجمعية الليبرالية لنيو برونزويك ‏. وقد انتخب عضو الجمعية التشريعية لنيو برونزويك ‏.